# Argyripa subfasciata
Argyripa subfasciata är en skalbaggsart som beskrevs av Conrad Ritsema 1885. Argyripa subfasciata ingår i släktet Argyripa och familjen Cetoniidae. Inga underarter finns listade.